# Эскодевр
Эскоде́вр (фр. Escaudœuvres) — коммуна во Франции, регион О-де-Франс, департамент Нор, кантон Камбре. Пригород Камбре, расположен в 4 км к северо-востоку от центра города, на правом берегу реки Шельда (Эско), в 51 км от Лилля и в 6 км от автомагистрали А2. На востоке коммуны находится железнодорожная станция Эскодевр линии Бюзиньи-Сомен.
Население (2017) — 3 257 человек.

## Достопримечательности
- Церковь Святого Петра середины XIX века в неороманском стиле; построена на месте разрушенной церкви XVI века
- Здание мэрии 1884 года
- Главное здание конфетной фабрики Камбре, построенное в 1872 году
- Общественная библиотека «Свобода» («Liberté»), открытая в 1994 года. Оборудована современным мультимедийным оборудованием, также предназначена для проведения выставок и конференций

## Экономика
Структура занятости населения:
- сельское хозяйство — 0,5 %
- промышленность — 20,5 %
- строительство — 10,1 %
- торговля, транспорт и сфера услуг — 49,3 %
- государственные и муниципальные службы — 19,6 %

Уровень безработицы (2017) — 19,2 % (Франция в целом — 13,4 %, департамент Нор — 17,6 %). 

Среднегодовой доход на 1 человека, евро (2017) — 18 610 (Франция в целом — 21 110, департамент Нор — 19 490).

## Демография
Динамика численности населения, чел.

## Администрация
Пост мэра Эскодевра с 2020 года занимает Тьерри Бутман (Thierry Bouteman). На муниципальных выборах 2020 года возглавляемый им список одержал победу в 1-м туре, получив 52,21 % голосов.
| Период | Период | Фамилия       | Партия                  | Примечания |
| ------ | ------ | ------------- | ----------------------- | ---------- |
| 1972   | 1995   | Эдуар Трике   | Коммунистическая партия |            |
| 1995   | 2006   | Пьер Дуаз     | Разные правые           |            |
| 2006   | 2020   | Патрис Эго    | Коммунистическая партия | профессор  |
| 2020   |        | Тьерри Бутман |                         |            |

## Галерея

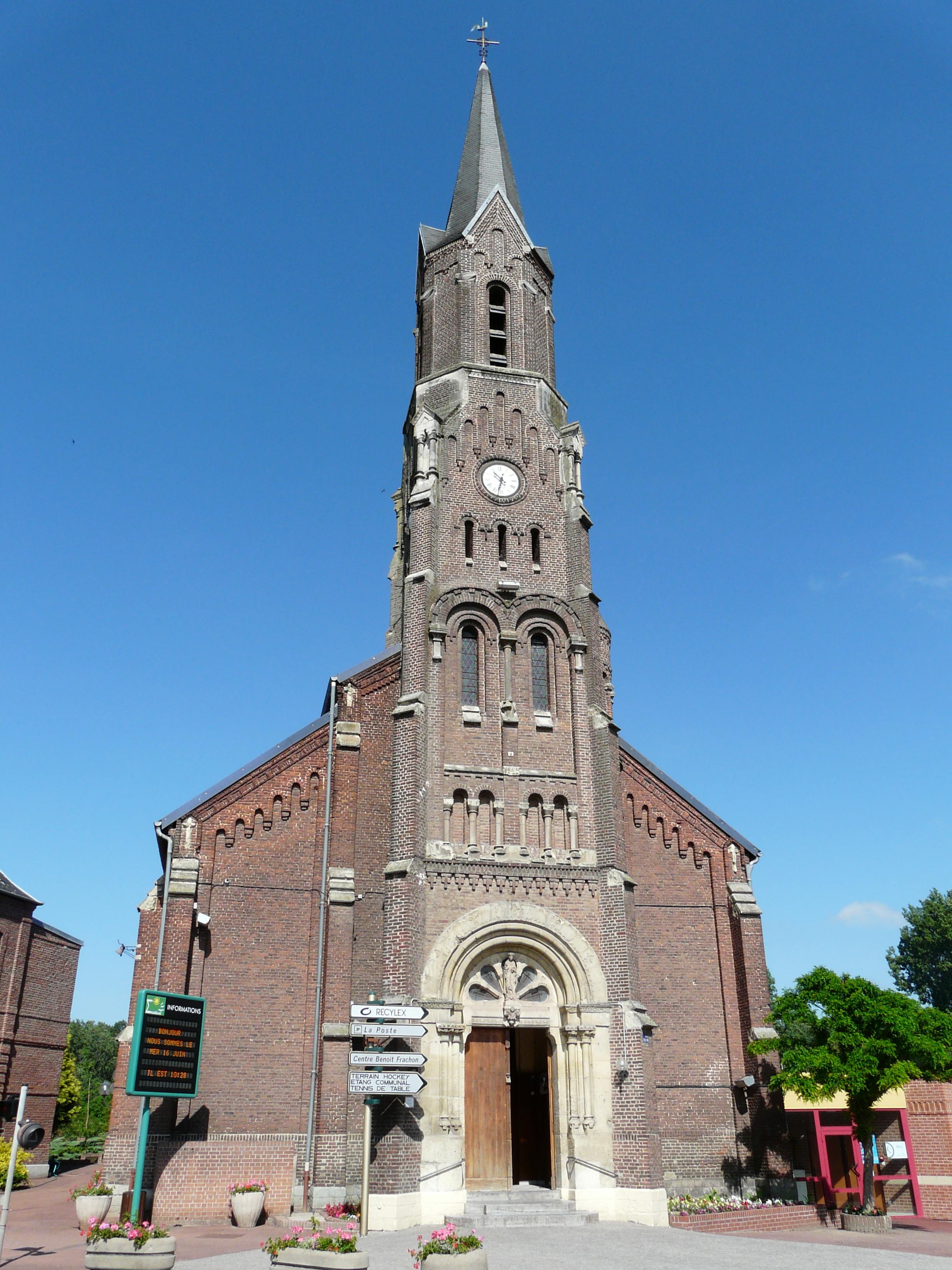
Церковь Святого Петра
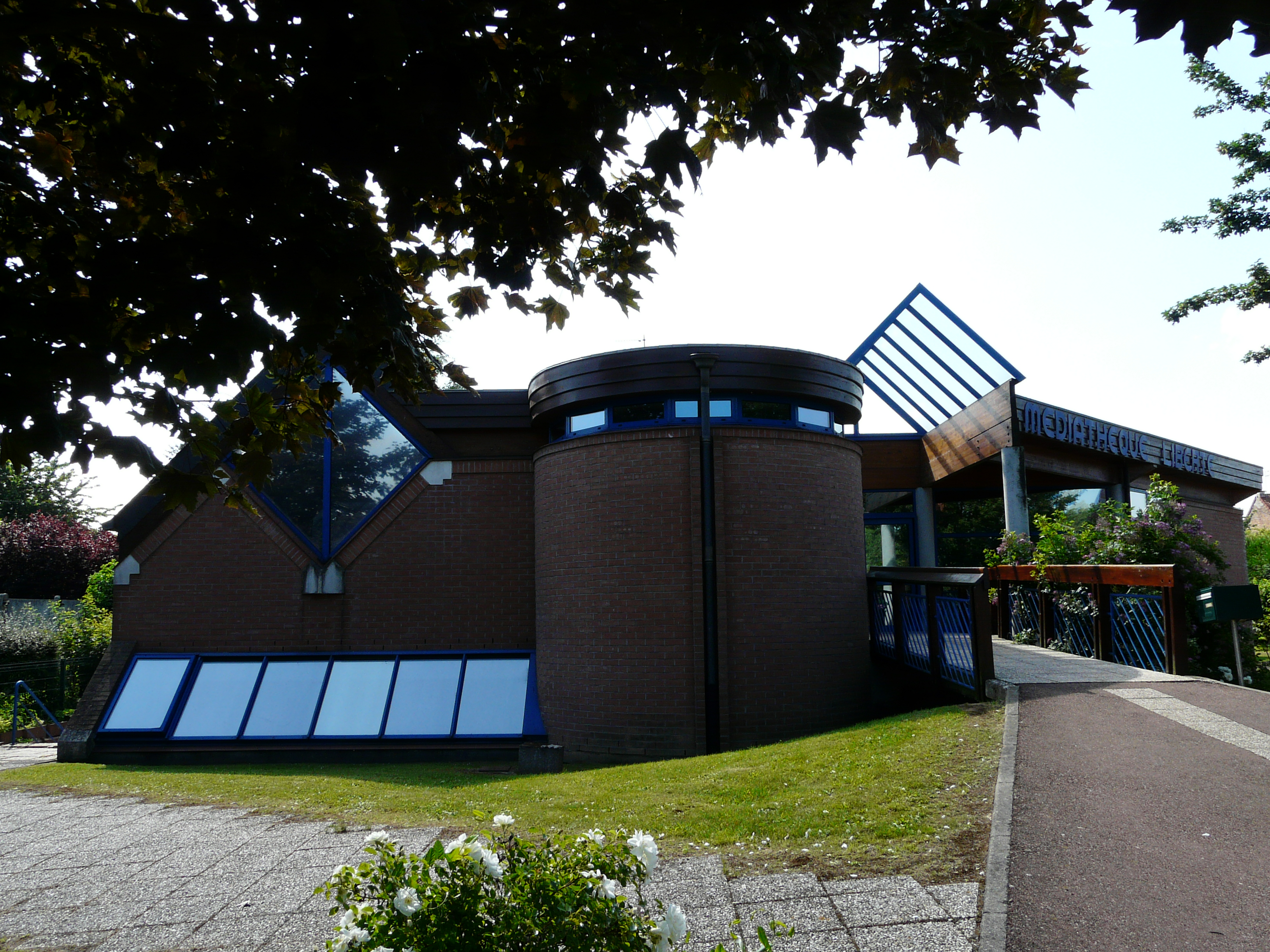
Библиотека
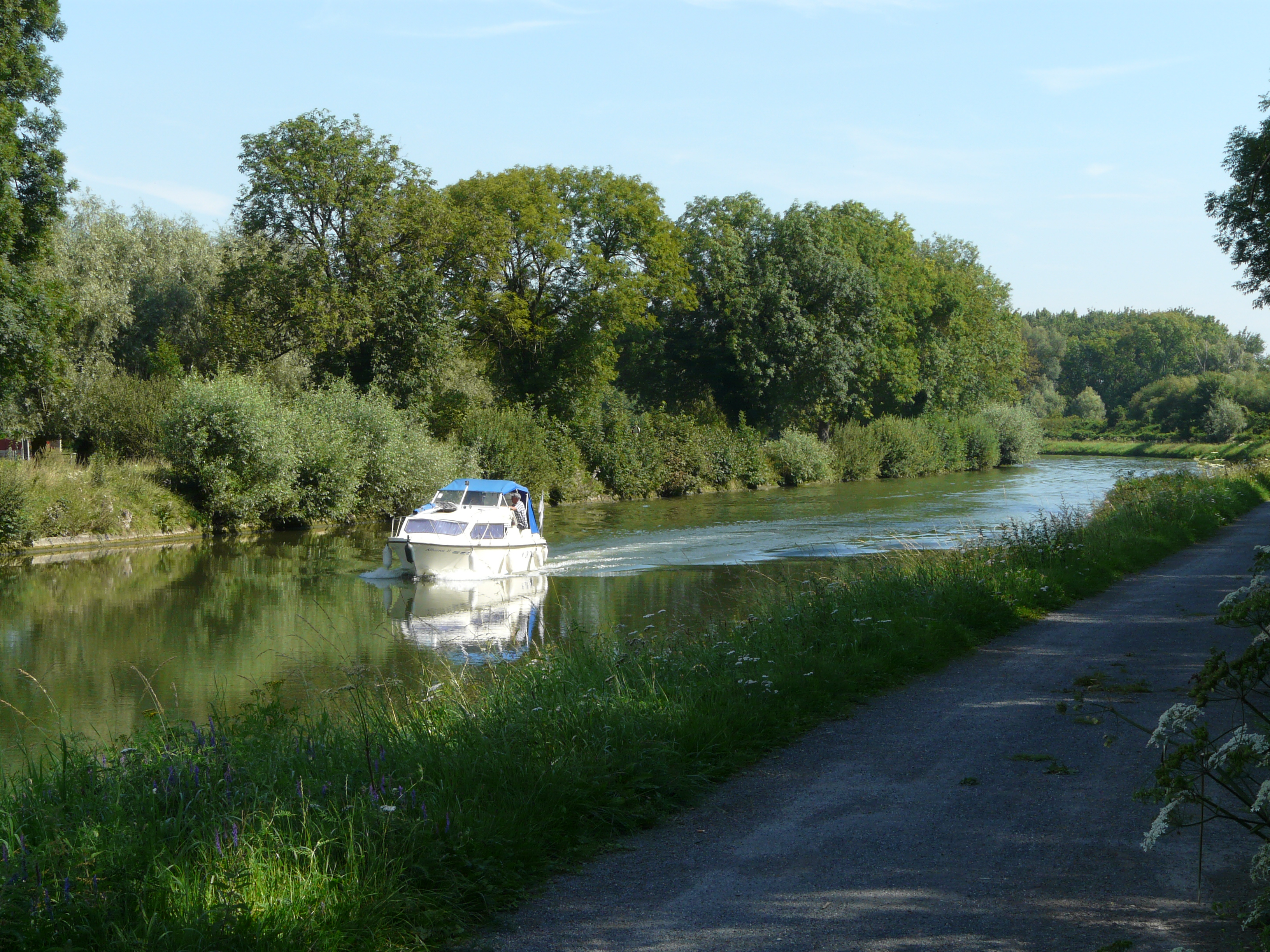
Река Эско в Эскодевре

1. 1 2  база данных о французских коммунах — Национальный географический институт Франции, 2015.